# RIA Novosti

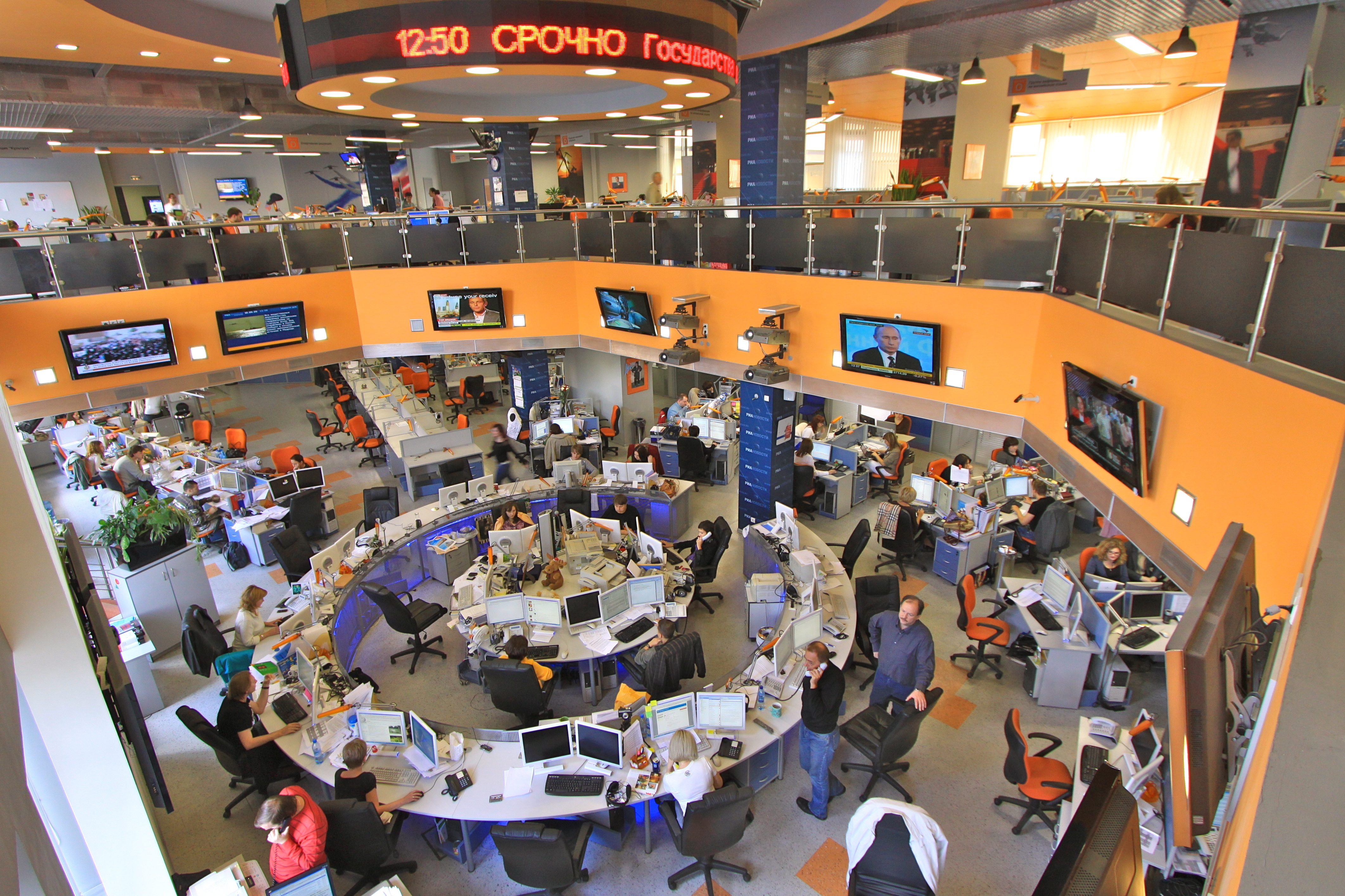
Newsroom RIA Novosti Moskva

RIA Novosti, Ruská informační agentura Novosti (rusky Российское агентство международных новостей «РИА Новости») je ruská státní zpravodajská agentura pro mezinárodní informace se sídlem v Moskvě. Dne 9. prosince 2013 podepsal ruský prezident Vladimir Putin dekret o zrušení této agentury a rozhlasové stanice Hlas Ruska a jejich sloučení do nově vzniklé agentury Rusko dnes (Rossija segodňa).
8. dubna 2014 Rosskomnadzor registroval RIA Novosti jako tiskovou agenturu a internetové noviny jako součást agentury Rusko dnes. Rusko dnes působí v Rusku pod starým názvem RIA Novosti. 

## Činnost a záběr agentury

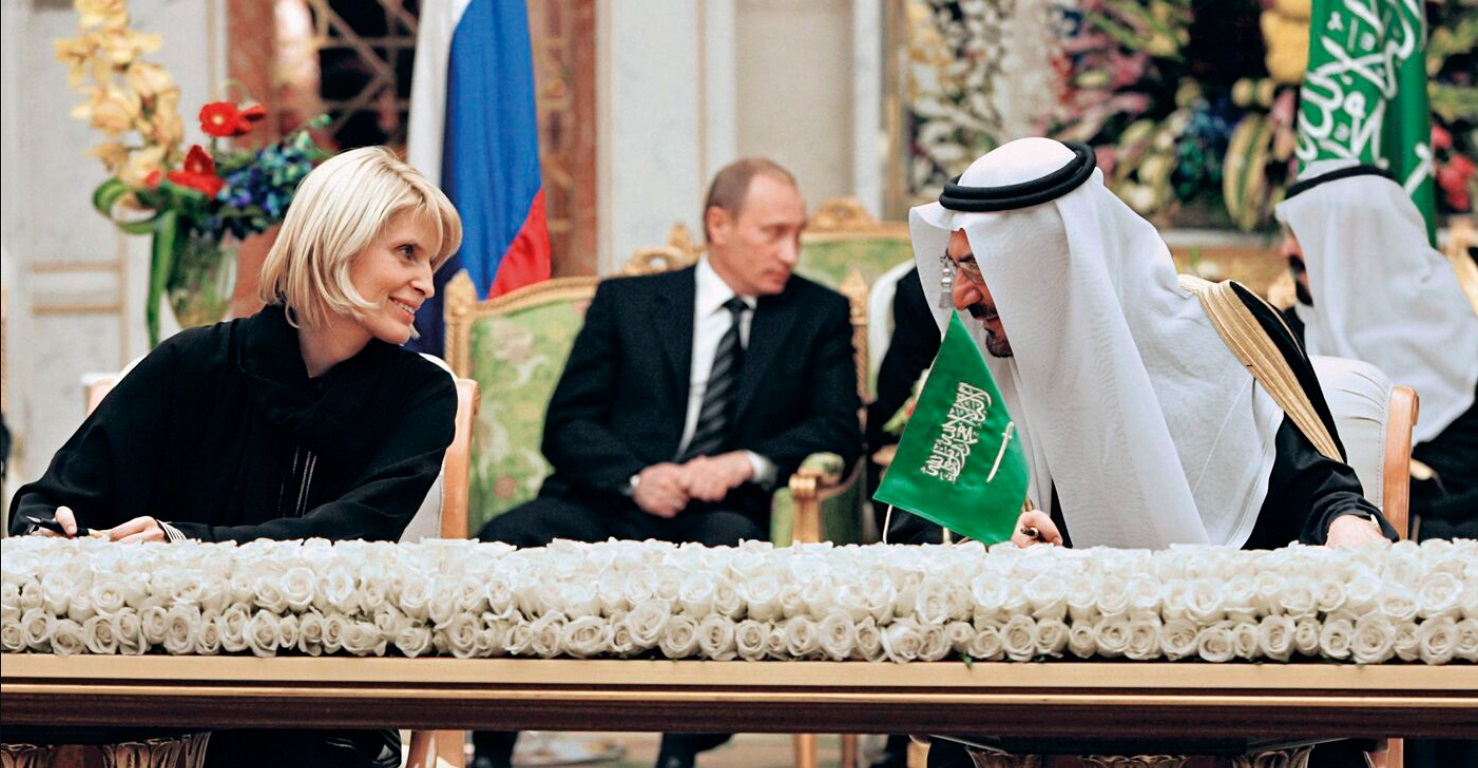
Ředitelka RIA Novosti Světlana Mironjuk s Ayadem Madanim, ministrem kultury Saúdské Arábie

Agentura vydávala zprávy a informace o sociálně-politických, ekonomických, vědeckých a finančních tématech na internetu a posílá e-mailem v hlavních evropských jazycích, stejně jako v perštině, japonštině, čínštině a arabštině. Měla zpravodajskou síť v Rusku, Společenství nezávislých států a více než 40 dalších zemích mimo SNS. Mezi její klienty patřili prezidentská administrativa, ruská vláda, Rada federace, Státní duma, ministerstva a vládní úřady, správy ruských regionů, zástupci ruských a zahraničních obchodních kruhů, diplomatické mise, a veřejné organizace.

## Historie
Historie agentury sahá do 24. června 1941, kdy dva dny po napadení Sovětského Svazu byla založena Sovětská informační kancelář (Советское Информационное Бюро; Совинформбюро). Byla založena usnesením vlády Sovětského svazu a ÚV KSSS. Jejím hlavním úkolem bylo přinášet informace o zahraničních vojenských událostech a o událostech v domácím životě. V jisté době byl vydáván bulletin v papírové podobě a vysílán v rádiu (od 14. října 1941 do 3. března 1942). Hlavním úkolem bylo sestavovat zprávy o situaci na frontové válečné linii, situaci na domácí frontě a v partyzánském hnutí.
Existoval stereotyp, podle kterého všichni sovětští váleční fotografové pracovali podobným způsobem. Mnoho fotografů mělo svůj vlastní osobitý styl i při zjevné inscenované fotografii pro noviny. Sovětská cenzura ve skutečnosti ve fotografiích vytvořila stejný typ obrazu války. Mnoho autorových materiálů, pořízených v přední linii i v týlu, nebylo povoleno zveřejnit. Spolu s živými záběry byl zničen také individuální pohled fotografa. Vizualizací historie určitým způsobem cenzura připravila budoucí generace nejen o příležitost pochopit a přehodnotit válečnou dobu, taková politika způsobila také nenapravitelné škody z kulturního hlediska, protože představovala sovětskou válečnou fotografii zkresleně.
Ruská informační agentura Novosti vznikla v září roku 1991 na základě spojení IAN a RIA. Vyhláškou ruského prezidenta ze dne 22. srpna 1991 podléhala RIA Novosti kompetencím Ministerstva tisku a informací. RIA Novosti měla přibližně 80 kanceláří v zahraničí, více než 1500 odběratelů v zemích SNS a asi sto v dalších zemích. Poslední[zdroj?] hlavní editorkou a generální ředitelkou agentury byla Světlana Mironjuková.

### Sloučení
Dne 9. prosince 2013 podepsal ruský prezident Vladimir Putin dekret o zrušení této agentury a rozhlasové stanice Hlas Ruska a jejich sloučení do nově vzniklé agentury Rusko dnes (Rossija segodňa).
RIA Novosti byla poslední ruskou státní organizací, která se díky nárokům klientů z celého světa snažila o vyvážené zpravodajství. Informovala i o tématech, s nimiž měl Kreml problémy, a o stanoviscích opozice. Novou agenturu Rusko dnes povede Putinův příznivce, ultrakonzervativní Dmitrij Kiseljov. Podle kritiků a opozice se tak dovršuje trend velmi silné státní kontroly nad ruským státním mediálním sektorem.

## Sankce
V polovině května 2024 se zástupci členských zemi Evropské unie shodli na uvalení sankcí proti čtyřem mediálním subjektům, které šíří ruskou propagandu. Kromě agentury RIA novosti jde o platformu Voice of Europe a listy Izvestija a Rossijskaja gazeta.

## Abecední seznam fotografů
Pro agenturu pracovali následující fotoreportérky a fotoreportéři:

### A

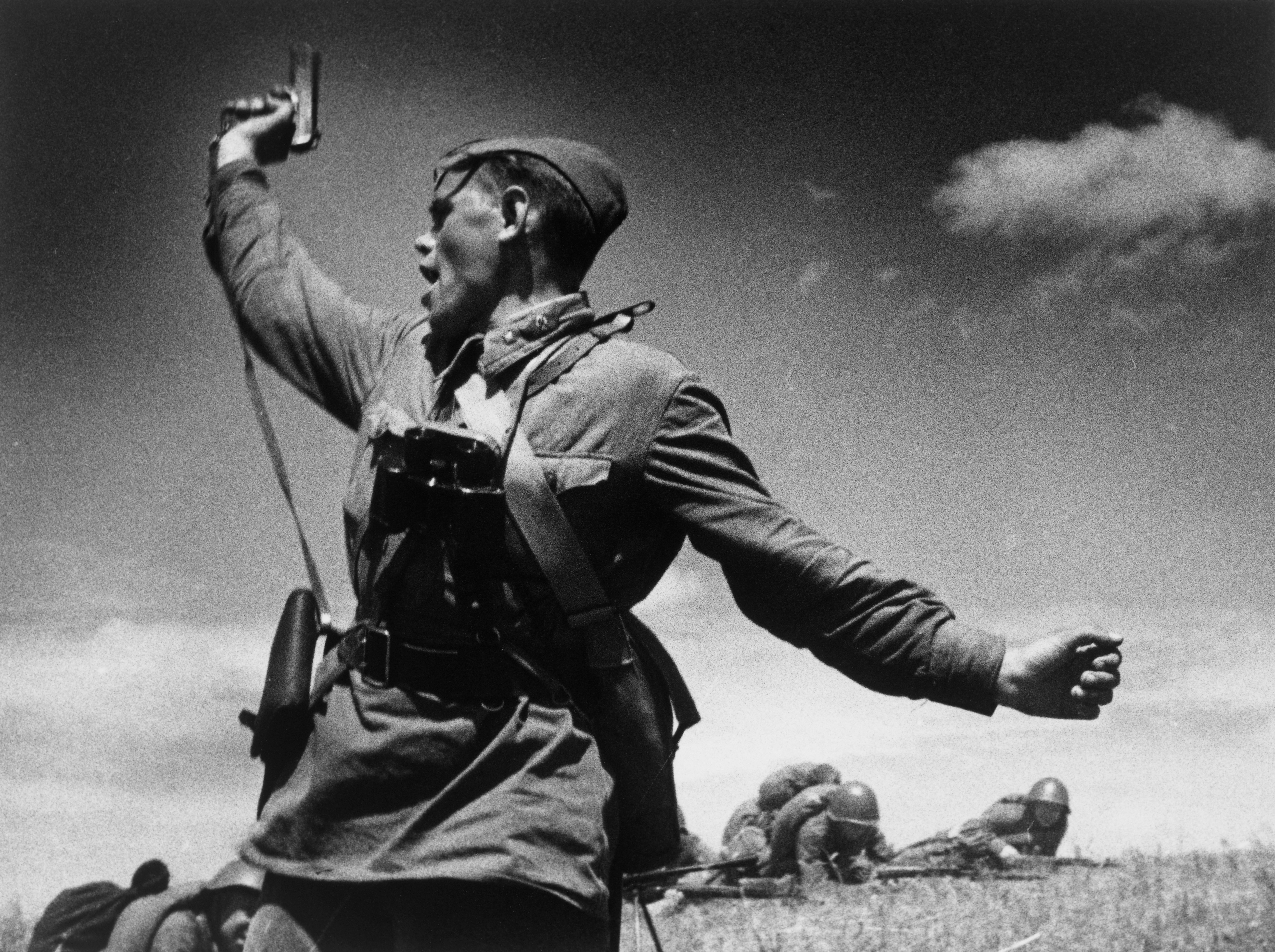
Max Alpert: Kombat, symbol Velké vlastenecké války, velitel praporu A. Jeremenko vede své vojáky do útoku, 12. června 1942

- Max Alpert (1899–1980)
- Semjon Alperin
- Timur Abdullaev
- Jurij Abramočkin (? – 2018)
- Vladimir Akimov
- Andrei Aleksandrov
- Rudolf Alfimov
- Magomed Aliev
- Vitalij Ankov
- Jurij Artamonov
- Vitaly Arutjunov
- Vladimir Astapkovič

### B
- Maksim Bogodvid
- Natalja Fjodorovna Bode (Ната́лья Фёдоровна Боде́)
- Leonid Bat
- Ja. Brodskij
- Boris Babanov
- Andrej Babuškin
- Vladimir Baranov
- Vitalij Belousov
- Jakov Berliner
- Pjotr Bernštejn
- Vjačeslav Bobkov
- Alexej Boicov
- Kirill Braga
- Alexandr Ivanovič Brodskij (Бродский, Александр Иванович)
- Olga Butenop

### C
- Said Carnajev (Саид Царнаев)
- Grigorij Čertov
- Peter Černov
- Viktor Černov

### D
- Jakov Davidzon
- Alexey Daničev
- Boris Davydov
- Anton Denisov
- Roman Denisov
- Dmitrij Donskoj (fotograf)
- Leonid Dorenskij
- Alexey Druzhinin
- Leon Dubilt

### E
- Sergej Ermochin
- Egor Erjomov

### F
- Vladimir Fedorenko
- Alexey Filippov
- Michail Fomičev
- Nikolay Fjodorov

### G
- Anatolij Garanin (1912–1989)
- Vladimir Granovskij
- Alexander Grasčenkov
- Fred Grinberg
- Denis Griškin
- Sergej Gennaděvič Gunějev pracuje pro agenturu od roku 1978[7]
- Vladimir Petrovič Grebněv (1907-1976)
- Samarij Michajlovič Gurarij (1916–1998)

### Ch
- Konstantin Chalabov

### I
- Oleg Ignatovič
- Oleg Ivanov (fotograf)
- Jurij Ivanov

### J
- Boris Jaroslavcev
- Igor Jakunin
- Alexander Juriev

### K

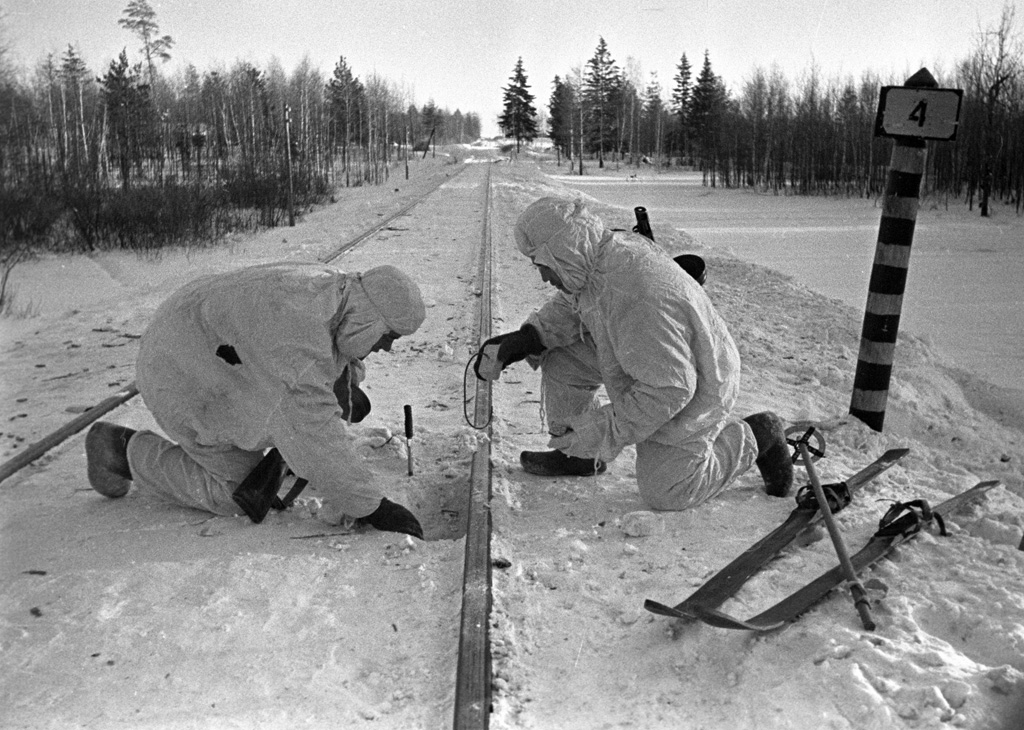
Oleg Knorring: Sovětští vojáci podminovávají železniční trať poblíž Moskvy Rusko, Moskva, prosinec 1941

- Boris Pavlovič Kudojarov (1898–1973)
- Alexandr Borisovič Kapusťanskij
- Alexander Krasavin
- Oleg Knorring (1907–1968)
- Solomon Kulišov
- V. Krasuckij
- Viktor Sergejevič Kinělovskij (1899–1979)
- Kirill Kallinikov
- Vitalij Karpov
- Boris Kaufman
- Boris Kavaškin
- Jurij Kaver
- Michail Klimentjev
- Galina Kmit (1931-2019)
- Alexey Kokšarov
- Sergej Kompaničenko
- Dmitry Korobejnikov
- Gleb Kotov
- Dmitrij Kozlov
- Alexandr Krasavin
- Ruslan Krivobok
- Alexander Krjazhev
- Rudolf Kučerov
- Alexey Kudenko
- Michail Kuchtarev
- Jurij Kujdin

### L
- Olga Alexandrovna Lander
- Fjodor Levšin
- Kazimir Liško
- Sergej Loskutov
- Oleg Lastočkin
- Valerij Levitin
- Pavel Lisicyn
- Boris Losin
- Alexander Ljogkij
- Alexander Lyskin

### M
- Mark Borisovič Markov-Grinberg
- Anatolij Morozov
- Alexander Makarov
- Oleg Makarov (fotograf)
- Alexej Malgavko
- Sergej Mamontov
- Michail Markiv
- Alexander Mazurkevič
- Igor Michalev
- Alexander Moklecov
- Michail Mokrušin
- Michail Mordasov

### N
- Alexander Nevezhin
- Alexey Nikolskij
- Timur Nisametdinov

### O
- Viktor Onučko
- Michail Ozerskij
- Izrail Abramovič Ozerskij

### P
- Alexey Panov
- Vladimir Pervencev
- Vladimir Pesnja
- Eduard Pesov (1932–2024)
- Georgij Petrusov (1903–1973)
- Ilja Pitalev
- Lev Polikašin
- Alexander Poljakov
- Boris Prichodko
- Sergej Pjatakov

### R
- Semjon Raskin
- Vladimir Rodionov
- Ivan Rudnev
- Vjačeslav Runov
- Boris Rjabinin
- Jakov Rjumkin

### S Š
- Ivan Michajlovič Šagin (1904–1982)
- Sergej Shimanskij
- Sergej Nikolajevič Strunnikov (1907-1944)
- Vitalij Saveliev
- Sergej Savostjanov
- David Sholomovič
- Valerij Shustov
- Ramil Sitdikov
- Jurij Smirnov
- Jurij Somov
- Sergej Alexejevič Subbotin
- Grigorij Sysoev

### T
- Michail Anatolevič Trachman (1918–1976)
- David Trahtenberg (Давид Трахтенберг)
- Viktor Antonovič Ťomin (1908-1987)
- Vsevolod Sergejevič Tarasevič (1919–1998)
- Valerij Titievskij (Валерий Титиевский)

### U
- Alexandr Vasiljevič Ustinov (1909–1995)
- Oleg Urusov
- Igor Utkin

### V
- Boris Jevgeněvič Vdověnko (1909–1995)
- Ruslan Vahaev
- Grigoriy Vasilenko
- Vladimir Vdovin
- Sergej Venjavskij
- Alexander Vilf
- Vladimir Jurjevič Vjatkin vítěz World Press Photo[8]

### Z
- Georgij Anatolevič Zelma (1906–1984)
- Igor Zarembo
- Jurij Zaritovskiy
- Vadim Zhernov
- Artem Zhitenev
- Oleg Zoloto

## Dar
V roce 2011 darovala sto historických fotografií ze svých archivů, které byly nahrány na úložiště volných obrázků Wikimedia Commons.

### Galerie

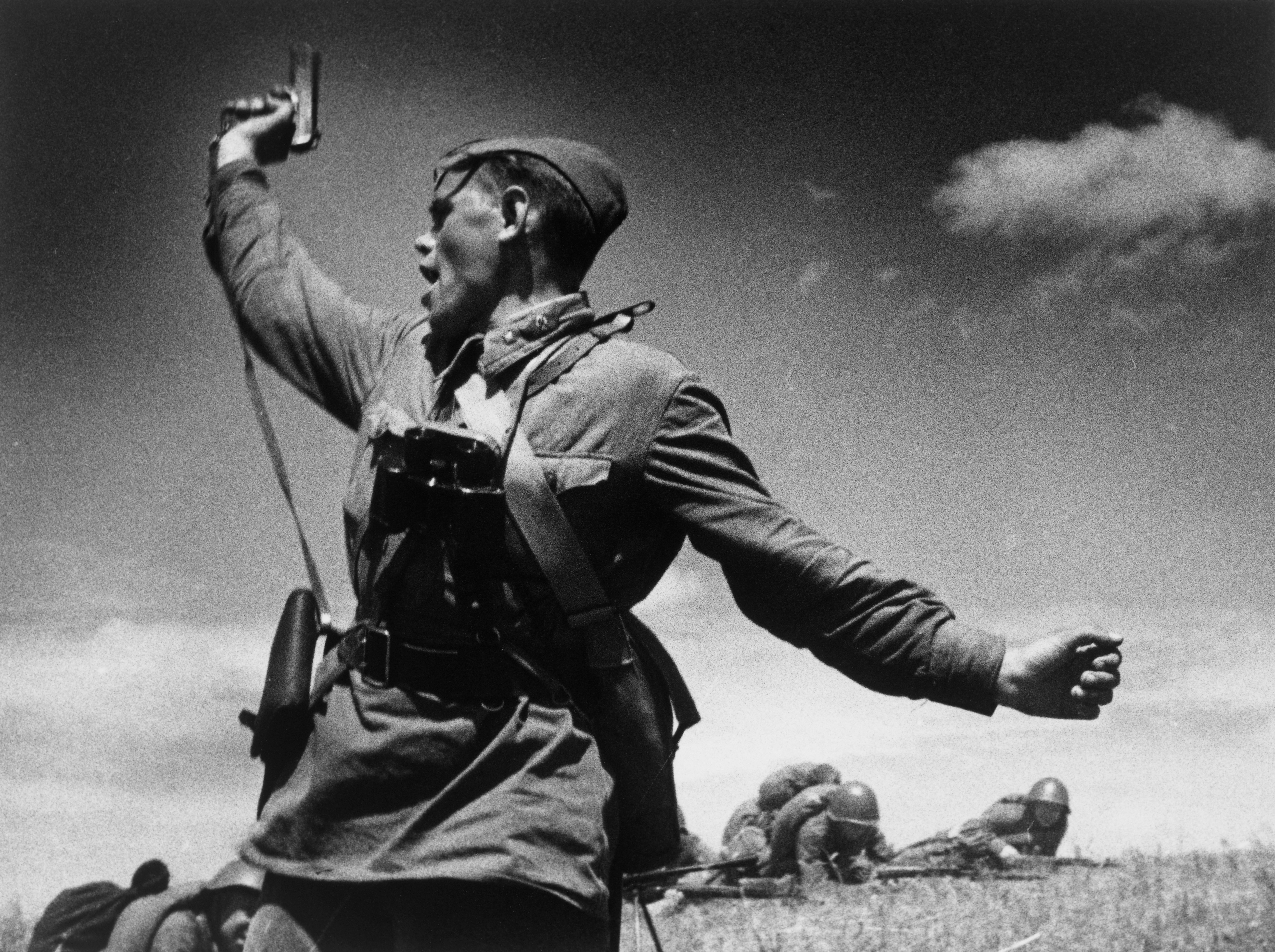
Max Alpert: Kombat, symbol Velké vlastenecké války, velitel praporu A. Jeremenko vede své vojáky do útoku, 12. června 1942, archiv RIA Novosti
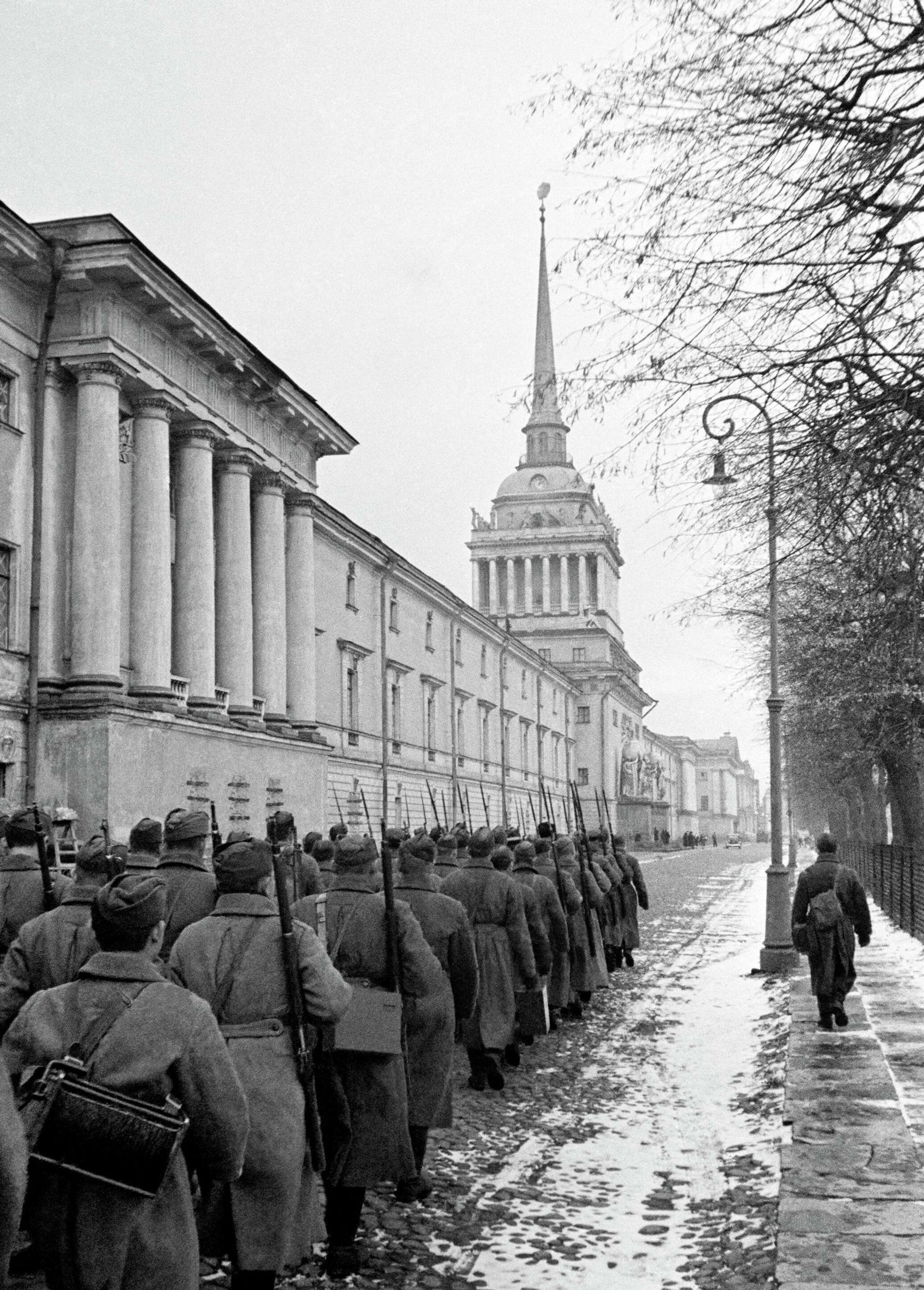
Anatolij Garanin: Vsjevobuč, povinný vojenský výcvik mužů, Leningrad, 9. října 1941, archiv RIA Novosti
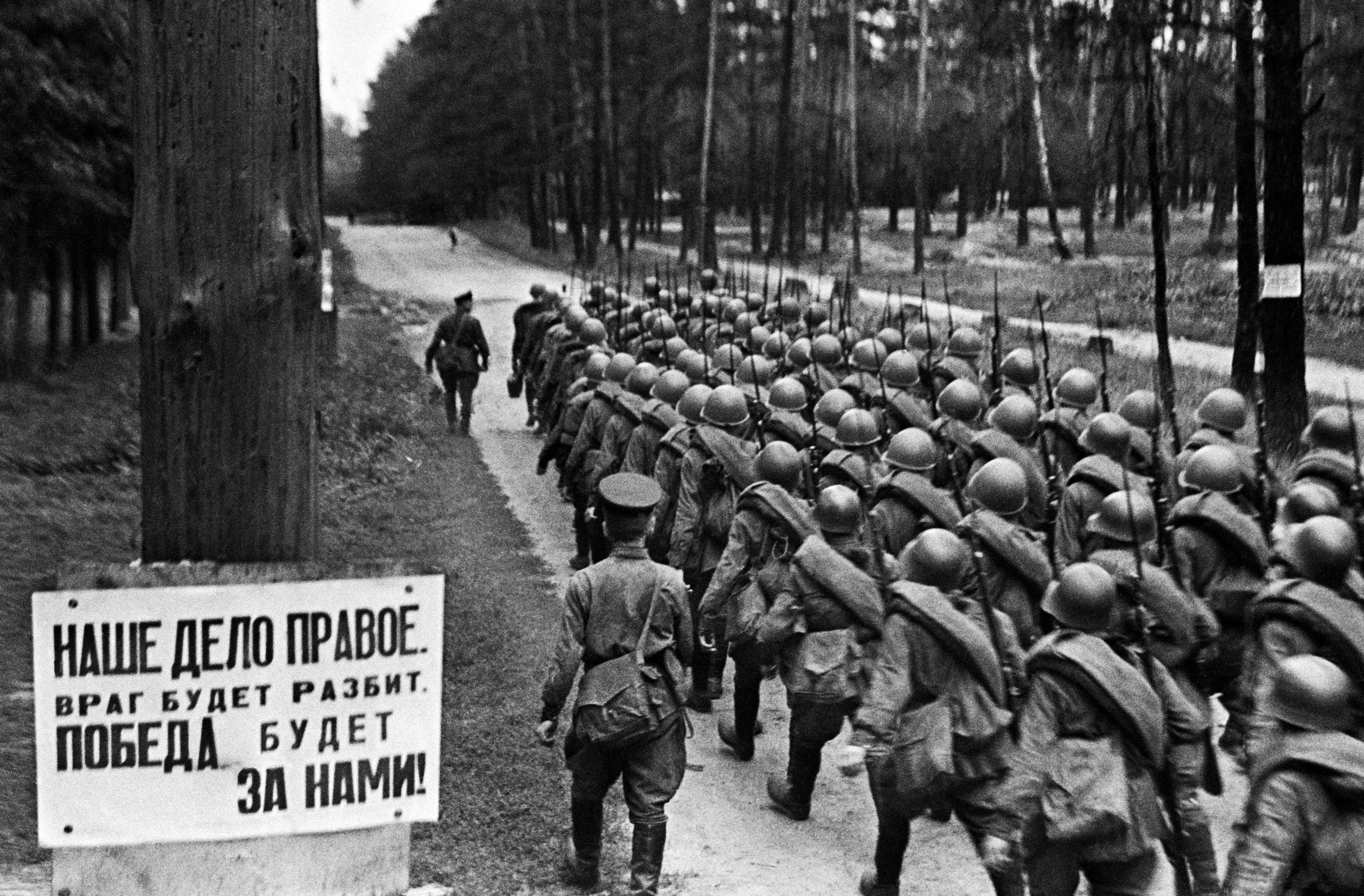
Anatolij Garanin: Rekruti odcházejí při mobilizaci na frontu, Moskva, 23. června 1941
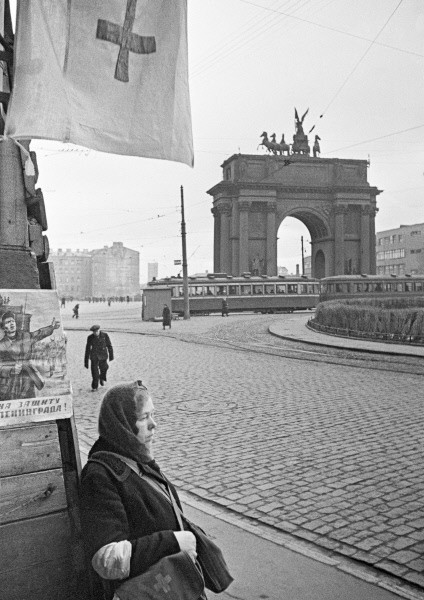
Anatolij Garanin: Stanice první pomoci, Narvská triumfální brána, Leningrad, 9. října 1941
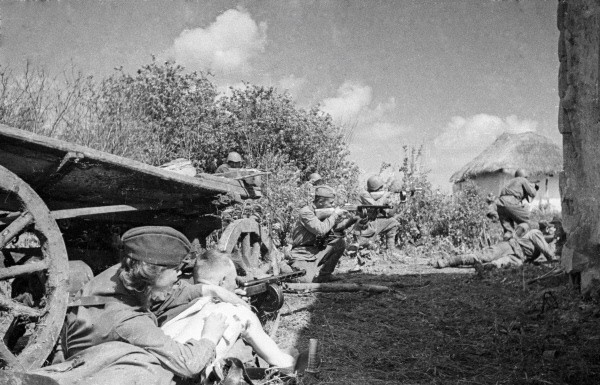
Max Alpert: Sovětští vojáci bojují o vesnici na kavkazské frontě, 1. června 1942
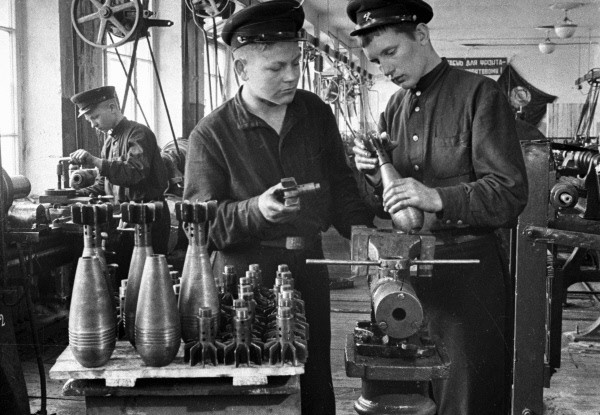
Ja. Brodskij: Zakázka pro armádu, studenti průmyslové školy vyrábějí miny pro armádu, 1. dubna 1942
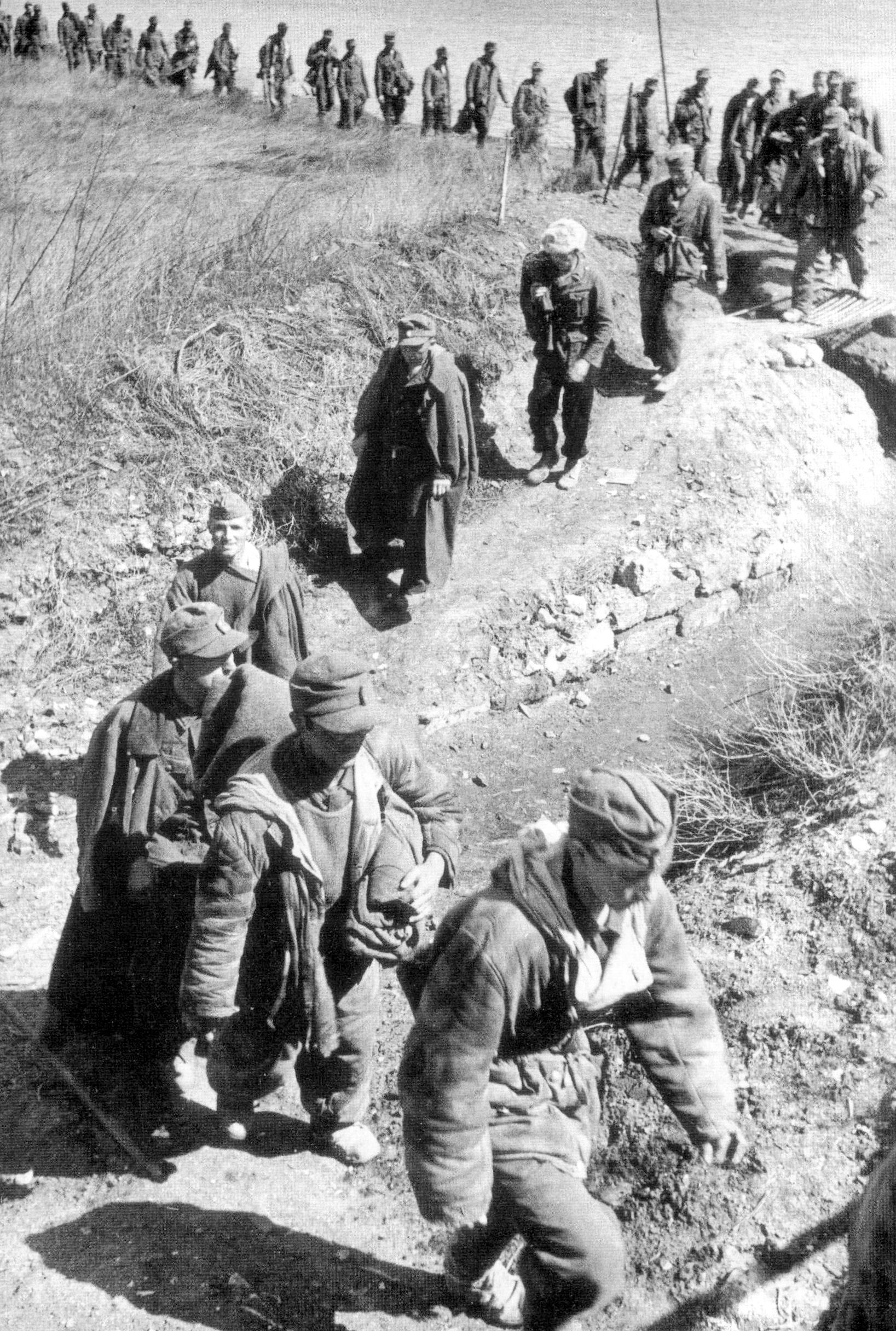
Georgij Zelma: Němečtí zajatci procházejí přes pole, Oděská oblast, 10. dubna 1944
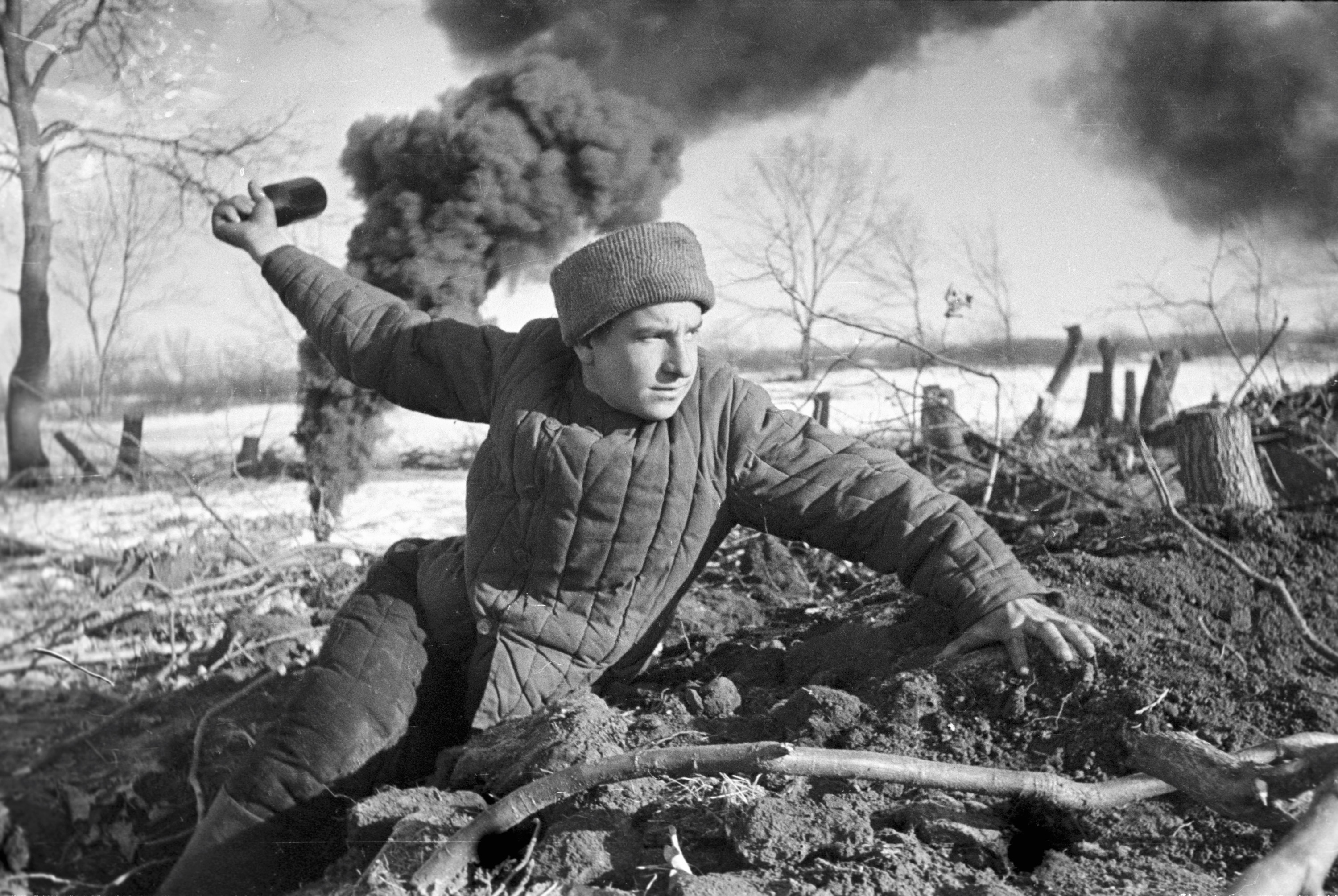
Georgij Zelma: Voják házející granát, Stalingrad, 1. září 1942
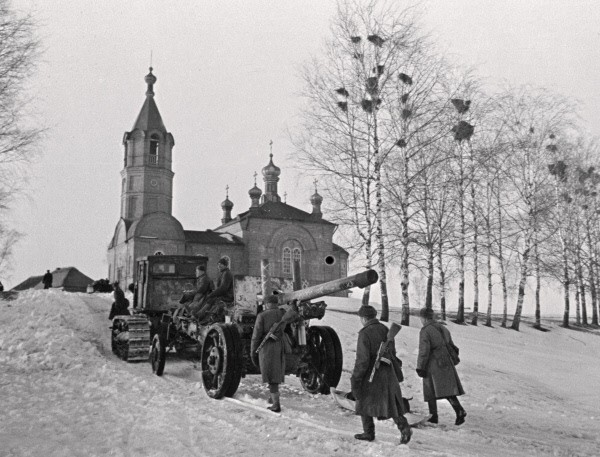
Viktor Sergejevič Kinělovskij: Na pochodu; prapor dělostřeleckého pluku na pochodu. Západní fronta, Vjazma, Moskevská oblast, 1. března 1943
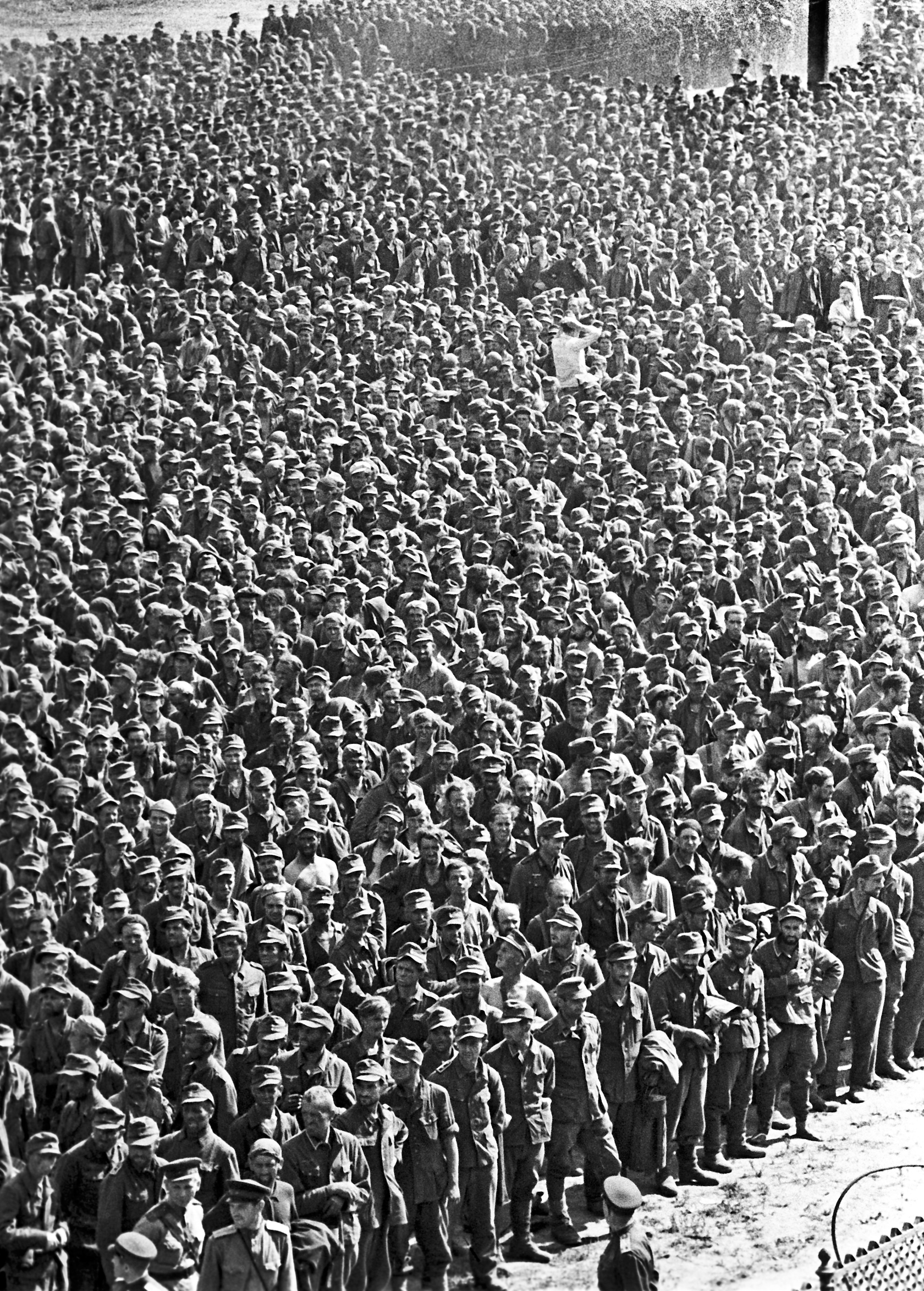
Michail Anatolevič Trachman: Němečtí zajatci v Moskvě, 15. června 1944
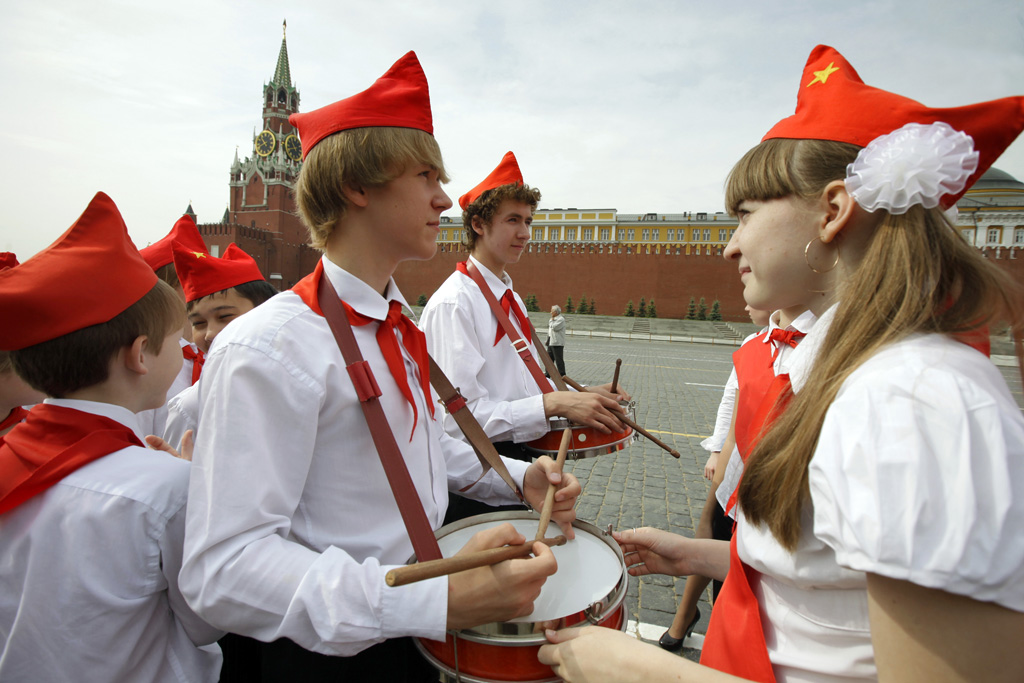
Pionýři na Rudém náměstí, 2010
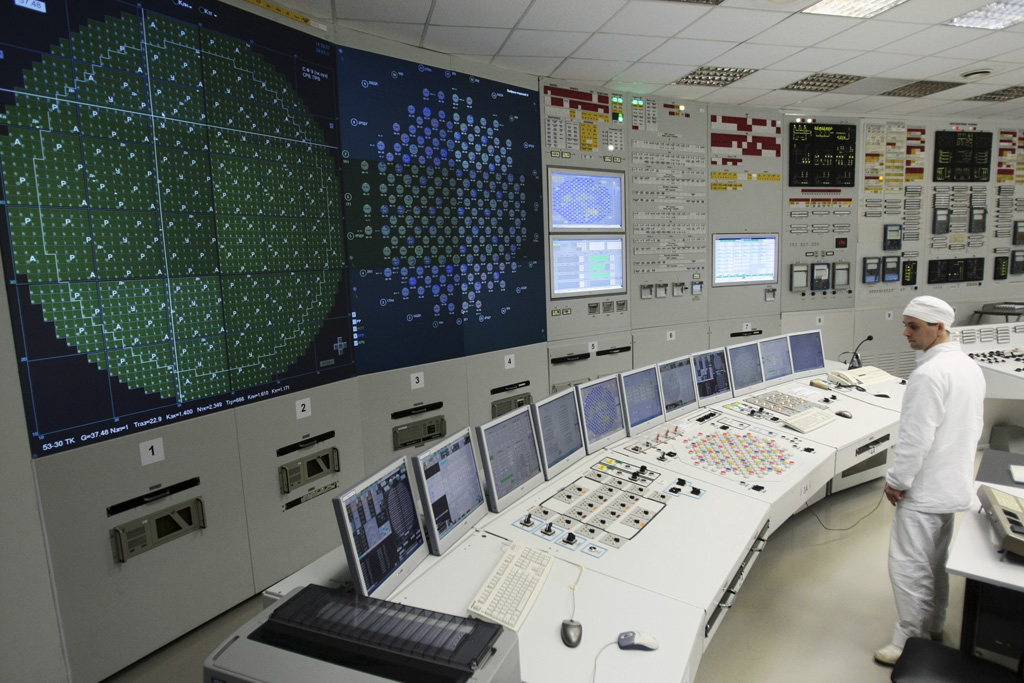
Leningradská nukleární elektrárna, 2011
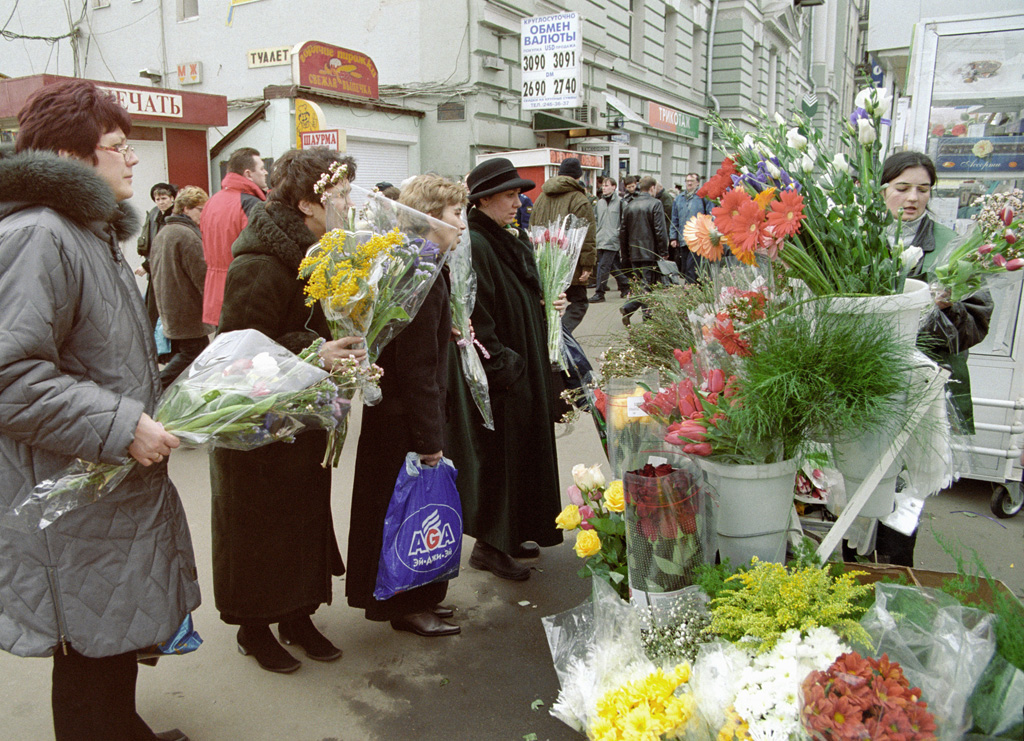
Mezinárodní den žen, 2002